# Claire Delbos
Pour les articles homonymes, voir Delbos.
Louise Messiaen, née Louise-Justine Delbos le 2 novembre 1906 à Paris et morte le 22 avril 1959 à Bourg-la-Reine, dite Claire Delbos, est une violoniste et compositrice française. Fille du philosophe Victor Delbos, elle a été la première femme du compositeur Olivier Messiaen.

## Biographie

### Enfance et formation
Louise-Justine Delbos, dite Claire, naquit à Paris le 2 novembre 1906 dans une famille académique. Elle était l'enfant cadette de Victor Delbos, docteur et professeur à la Sorbonne, et Lucie, fille d'un médecin lorrain. Bien que connue après son mariage sous le nom de Claire ou Claire-Louise, elle est baptisée Louise-Justine Delbos,.
Elle est élève à la Schola Cantorum de Paris. À ce conservatoire, elle approfondit tant le chant grégorien que la musique médiévale. De surcroît, elle s'initie à la composition dans la classe de Vincent d'Indy. Puis, elle étudie le violon et la composition au Conservatoire de musique et de déclamation à Paris.
À la Schola Cantorum, elle donne un récital de violon le 5 février 1932, encore avec le nom de Louise Delbos. Elle était, déjà, une des élèves les plus réputées auprès de ce conservatoire.

### Rencontre et vie avec Olivier Messiaen

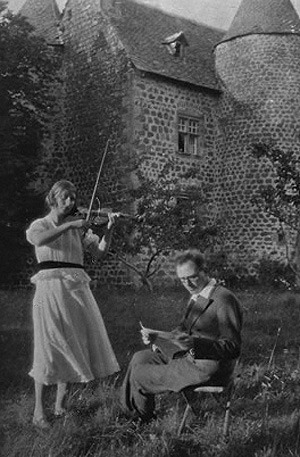
Claire et Olivier Messiaen en 1933, devant le château Benoît de Neussargues que la famille Delbos possédait.

Ses talents au violon attirent l’attention du jeune compositeur Olivier Messiaen. Il est probable qu'ils se sont rencontrés en 1930 où La mort du nombre est composée. En effet, dans cette œuvre, le violon intermédie entre la première âme et la seconde âme. Cette pièce est exécutée, pour la première fois, par Delbos (violon) et Messiaen (piano), le 25 mars 1931, à l'école normale de musique de Paris dans le cadre de la Société musicale indépendante.
Or, leur projet de mariage est caché jusqu'à ce que l'invitation de cérémonie soit expédiée. Ils se marient, le 22 juin 1932, à l'église Saint-Louis-en-l'Île. La compositrice Claude Arrieu est la demoiselle d'honneur de Delbos. Messiaen compose Thème et variations pour violon et piano comme présent de mariage pour sa femme ; les époux l’interprètent ensemble le 22 novembre,.
Durant l'été 1932, les Messiaen déménagent dans un appartement au 77 rue des Plantes, sur la Rive Gauche dans le quatorzième arrondissement de Paris. Ce sera leur domicile pendant les six années suivantes, ainsi que le lieu de rencontres musicales occasionnelles entre amis. Dans ce lieu, ils rencontrent pour la première fois le compositeur André Jolivet.
Certaines œuvres de Messiaen sont composées pour célébrer le bonheur du jeune couple, par exemple le cycle Poèmes pour Mi pour soprano et piano en 1936, qu'il arrangera pour soprano et orchestre en 1937, et dont le texte consiste en ses propres poèmes sur la joie du mariage. Mi est le surnom affectueux donné par Messiaen à Claire Delbos,,. Messiaen choisit ce terme, car, il s'agit d'une chanterelle, à savoir la corde la plus fine et la plus aiguë du violon.
Delbos aussi compose plusieurs œuvres pour orgue, dont Paraphrase sur le jugement dernier et L'offrande à Marie, pour Messiaen.
Durant les premières années de leur mariage, plusieurs de leurs vacances se passent au Château Benoît, à Neussargues-Moissac, un château appartenant à la famille Delbos, que Messiaen trouve propice à la composition et où la plus grande partie de L'Ascension sera composée. Thème et variations est suivie par une autre œuvre pour violon que compose Messiaen pour sa femme : Fantaisie — cette pièce ne sera publiée qu'en 2007 ou 2008 et il n'est pas certain qu’elle ait été jouée du vivant d'Olivier Messiaen.
Delbos subit plusieurs fausses-couches les premières années du mariage du couple, mais, en 1937, elle donne naissance à Pascal-Emmanuel († 2020), ; Olivier Messiaen composera les Chants de Terre et de Ciel (1938) dans lesquels les trois membres de la famille sont dépeints,. Les Messiaen déménagent au 13 villa du Danube dans le dix-neuvième arrondissement de Paris. En 1939, éclate la Seconde Guerre mondiale : Olivier Messiaen fut mobilisé par l'armée française et fait prisonnier par les Nazis ; il passa plusieurs mois dans le stalag VIII-A à Görlitz, en Silésie avant d'être libéré en mars 1941.
Dans les années 1930, elle garde encore, dans la vie publique, le nom de Claire Delbos, ce qui indique qu'elle apprécie son père décédé. A ce moment de la guerre, elle commence à écrire Cl. Olivier Messiaen, mais avec une autre signature (Claire Victor-Delbos). Cette lettre, datée du 23 octobre 1939, est expédiée de Neussargues où elle attend le retour de son époux.

### Années de souffrance, de maladies et décès
En dépit de leur bonheur de mariage, la santé de Claire Delbos empire. En 1934 déjà, elle manifesta ses maux à l'épouse d'André Jolivet. Cette année-là, elle perdit sa mère, qui l'avait élevée après le décès inattendu de Victor Delbos, survenu en 1916. Au contraire de l'ascension de son époux, elle ne connaissait pas de succès dans le domaine musical. Notamment, après la naissance de leur fils, son moral continua à s'aggraver malgré sa joie avec ce nouveau-né. De surcroît, Messiaen commença sa collaboration avec une jeune élève, Yvonne Loriod. Vers la fin de la Seconde Guerre mondiale, Claire Delbos subit une opération chirurgicale à la suite de laquelle elle commença à souffrir de pertes de vision, d'audition, de mémoire et de raison. Elle entre dans un hôpital psychiatrique, et y reste, avec une santé constamment déclinante, jusqu'à sa mort le 22 avril 1959, vers 10 heures à Bourg-la-Reine, selon le journal de Messiaen. La messe des obsèques est célébrée , le 25 avril, à l'église Saint-Gilles de Bourg-la-Reine.

## Œuvres

### Chants pour voix et piano
- Primevère (1935) (cinq chants sur des poèmes de l'écrivaine Cécile Sauvage, également mère d'Olivier Messiaen) :
  - Le long de mes genoux
  - J'ai peur d'être laide
  - Mais je suis belle d'être aimée
  - Je suis née à l'amour
  - Dans ma robe à bouquets bleus
- L'âme en bourgeon (1937) (huit chants sur des poèmes de Cécile Sauvage sur la naissance de son fils Olivier) :
  - Dors
  - Mon cœur revient à son printemps
  - Je suis là
  - Te voilà hors de l'alvéole
  - Je savais que ce serait toi
  - Maintenant il est né
  - Te voilà mon petit amant
  - Ai-je pu t'appeler de l'ombre
- Trois aspects de la mort (joué pour la première fois en 1947) :
  - Sans espérance (Cécile Sauvage)
  - Lamentation et terreur (Livre de Job)
- Vers elle, avec confiance (René de Obaldia)

### Autres chants
- Psaume 141, pour soprano, chœur de femmes, quatre ondes Martenot et piano. Non publié.

### Orgue
- Deux pièces (1935)
  - L'homme né de la femme vit peu de jours
  - La Vierge berce l'enfant
- Paraphrase sur le jugement dernier (1939)
- L'offrande à Marie (1943)
  - Voici la servante du Seigneur
  - Vierge digne de louanges
  - Mère des pauvres
  - Mère toute-joyeuse
  - Debout, la Mère des douleurs
  - Secours des Chrétiens, reine de la paix
- Parce, Domine 'Pardonnez, Seigneur, à votre peuple', pour le temps de Carême (1952)